# Brachynotus atlanticus
Brachynotus atlanticus is een krabbensoort uit de familie van de Varunidae. De wetenschappelijke naam van de soort is voor het eerst geldig gepubliceerd in 1957 door Forest.